# الخيميائي الفولاذي (مسلسل تلفزيوني)
الخيميائي الفولاذي (باليابانية: 鋼の錬金術師، بالهيبورن: Hagane no Renkinjutsushi) هو مسلسل تلفزيوني أنمي ياباني من فئة المغامرات والفنتازيا المظلمة والستيم بانك. مقتبس من مانغا تحمل نفس الاسم كتبها ورسمها هيرومو أراكاوا. تتألف المسلسل من 51 حلقة، تم إنتاجها بتشارك كلٍّ من استوديو الرسوم المتحركة ماينيتشي برادكاستنغ سيستم واستوديو بونز، وأنيبلكس. وهي من إخراج سيجي ميزوشيما. تم بثه من قبل مؤسسة إم بي إس MBS في اليابان من 4 أكتوبر 2003 إلى 2 أكتوبر 2004. وحصل على نسبة مشاهدة تليفزيونية 6.8 بالمائة. تم إصدار المسلسل في ثلاثة عشر قرص DVD من 17 ديسمبر 2003 إلى 26 يناير 2005 في اليابان بواسطة أنيبلكس. ويعد أول مسلسل رسوم متحركة مبني على مانغا «هيرومو أراكاوا» وتصدّر قائمة تلفزيون «أساهي».

## مختصر المسلسل
يستخدم الأخوان «إدوارد» و«ألفونس» علم الخيمياء لإعادة إحياء والدتهما... لكنهما يطلقان تفاعلًا كيميائيًا يمزّق جسديهما إربًا إربًا.

## روابط خارجية
- الخيميائي الفولاذي: مسلسل تلفزيوني على موقع IMDb (الإنجليزية)
- الخيميائي الفولاذي: مسلسل تلفزيوني على موقع روتن توميتوز (الإنجليزية)
- الخيميائي الفولاذي: مسلسل تلفزيوني على موقع نتفليكس (الإنجليزية)
- الخيميائي الفولاذي: مسلسل تلفزيوني على موقع كينوبويسك (الروسية)
- الخيميائي الفولاذي: مسلسل تلفزيوني على موقع ألو سيني (الفرنسية)
- الخيميائي الفولاذي: مسلسل تلفزيوني على موقع قاعدة بيانات الفيلم (الإنجليزية)
- الخيميائي الفولاذي: مسلسل تلفزيوني على موقع ANN anime (الإنجليزية)
- الخيميائي الفولاذي: مسلسل تلفزيوني على موقع ANN anime (الإنجليزية)
- الخيميائي الفولاذي: مسلسل تلفزيوني على موقع ANN anime (الإنجليزية)
- الخيميائي الفولاذي: مسلسل تلفزيوني على موقع ANN anime (الإنجليزية)
- الخيميائي الفولاذي: مسلسل تلفزيوني على موقع ANN anime (الإنجليزية)
- Official Aniplex Fullmetal Alchemist website باللغة اليابانية
- Official Anime Central Fullmetal Alchemist anime website
- Official Madman Entertainment Fullmetal Alchemist website
- Fullmetal Alchemist (أنمي) في شبكة أخبار الأنمي